# Psychotria nigropunctata
Psychotria nigropunctata är en måreväxtart som beskrevs av William Philip Hiern. Psychotria nigropunctata ingår i släktet Psychotria och familjen måreväxter. Inga underarter finns listade i Catalogue of Life.